# Tisamenus makinis
Tisamenus makinis ist eine Gespenstschrecken-Art, die im Osten der philippinischen Insel Luzon heimisch ist.

## Merkmale
Tisamenus makinis ist eine eher kleine und völlig stachellose Tisamenus-Art. Das einzige, beschriebene Tier ist ein Männchen, das 30,8 mm lang. Es ähnelt stark dem von Tisamenus summaleonilae, hat jedoch keinen vorderen Dorn auf dem Pronotum und auch keinen Pleuralstachel auf dem Metathorax. Wie bei Tisamenus summaleonilae verbreitern sich Meso- und Metanotum nach hinten trapezförmig. Bei Tisamenus makinis fehlen nicht nur die Stacheln auf dem Körper vollständig, auch die Bestachelung der Beine ist fast vollständig reduziert. Das für die Gattung typische Dreieck auf dem Mesonotum ist deutlich erhaben. Seine äußeren Kämme sind sehr schwach entwickelt, flach und kaum erkennbar. Die reduzierte Körperbestachlung hat es mit Tisamenus kalahani gemeinsam, allerdings zeigt Tisamenus makinis eine deutlich gedrungenere Gesamtform und ihr fehlen die bei Tisamenus kalahani vorhandenen großen Stacheln auf dem Vorderrand des Pronotums (Pronotale). Außerdem sind die Kanten des Dreiecks auf dem Mesonotum bei Tisamenus kalahani deutlich ausgeprägter und deren Meso- und Metanotum verlaufen parallelseitig.

## Vorkommen, Entdeckung und Systematik
Das einzige, bekannte Tier dieser Art stammt aus der im Osten Luzons gelegenen Provinz Isabela, wo es im September 2014 von Ismael Lumawig in Didin gesammelt wurde. Dieses später in der Sammlung des Museums für Naturwissenschaften in Brüssel befindliche Tier, wurde von Frank H. Hennemann im Rahmen einer taxonomischen Revision der Gattung Tisamenus bearbeitet und 2025 als Tisamenus makinis beschrieben. Nach der Erstbeschreibung wurde das Tier als Holotypus wiederum am Museum für Naturwissenschaften in Brüssel hinterlegt. Der von Hennemann gewählte Artname „makinis“ bedeutet in Filipino „glatt“ und bezieht sich auf die reduzierten Körperstrukturen dieser schlanken und glatten Art.